# Testamentet (film 1908)
Testamentet è un cortometraggio muto del 1908 diretto e interpretato da Viggo Larsen.

## Trama
Un tutore infedele si impadronisce dei beni del suo migliore amico rubando il testamento con le ultime volontà del defunto. Cerca anche di sposare la sua pupilla, ma viene scoperto e la sua fine sarà tragica.

## Produzione
Il film fu prodotto dalla Nordisk Film Kompagni.

## Distribuzione
In Danimarca, il film - un cortometraggio di sei minuti - fu distribuito dalla Nordisk Film Kompagni che lo presentò in prima al Kinografen di Copenaghen il 7 gennaio 1908. Importato dalla Great Northern Film Company che lo distribuì negli Stati Uniti, uscì nelle sale il 30 maggio 1908 con il titolo inglese The Will.
Nelle proiezioni americane, veniva programmato con il sistema dello split reel, accorpato in un'unica bobina con un altro cortometraggio prodotto dalla Nordisk, una comica presentata con il titolo inglese di Mr. Drawee.